# Rhipsalis floccosa
Rhipsalis floccosa är en kaktusväxtart som beskrevs av Salm-dyck och Louis Ludwig Karl Georg Pfeiffer. Rhipsalis floccosa ingår i släktet Rhipsalis och familjen kaktusväxter.

## Underarter
Arten delas in i följande underarter:
- R. f. floccosa
- R. f. hohenauensis
- R. f. oreophila
- R. f. pittieri
- R. f. pulvinigera
- R. f. tucumanensis

## Bildgalleri

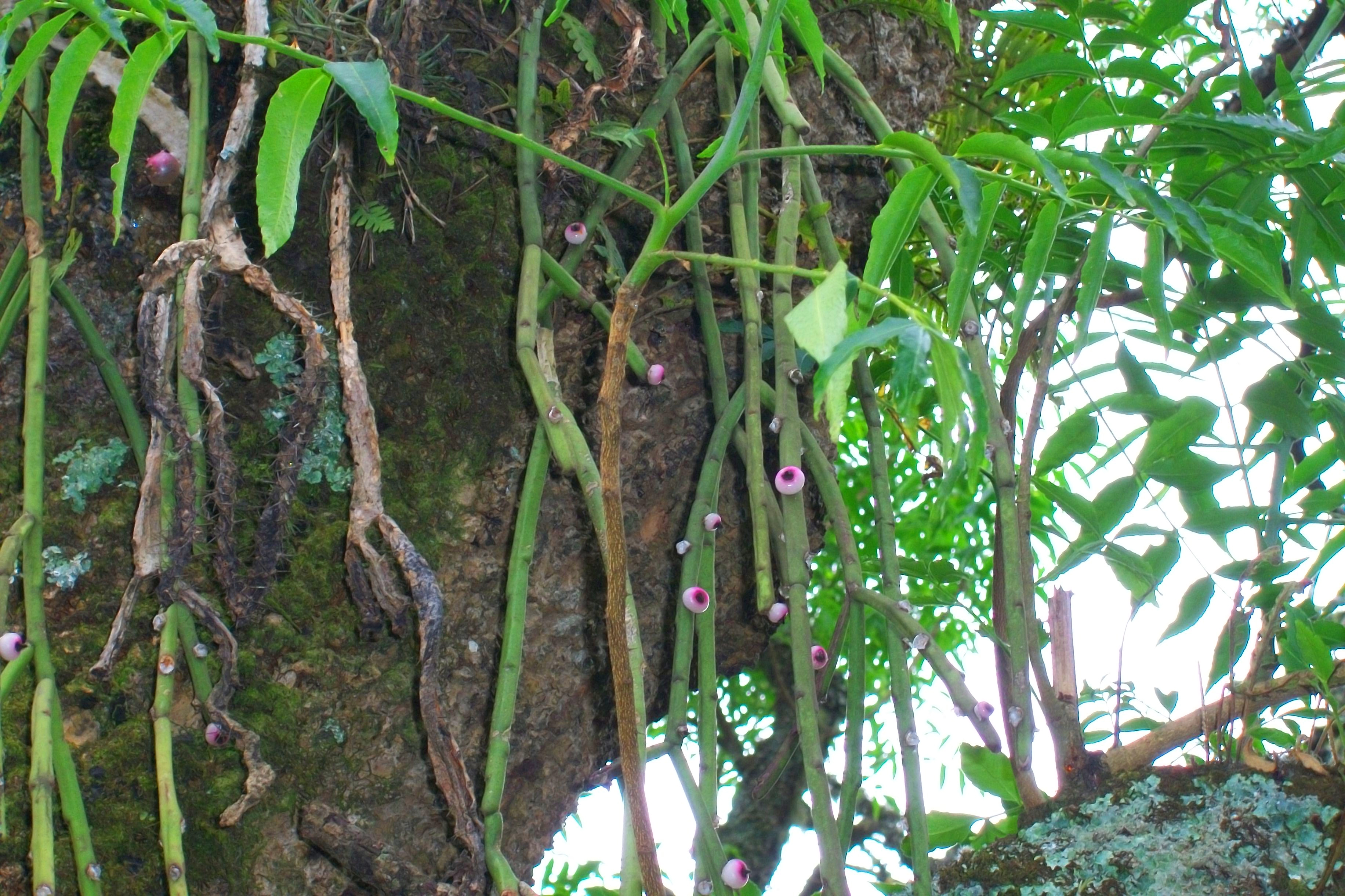
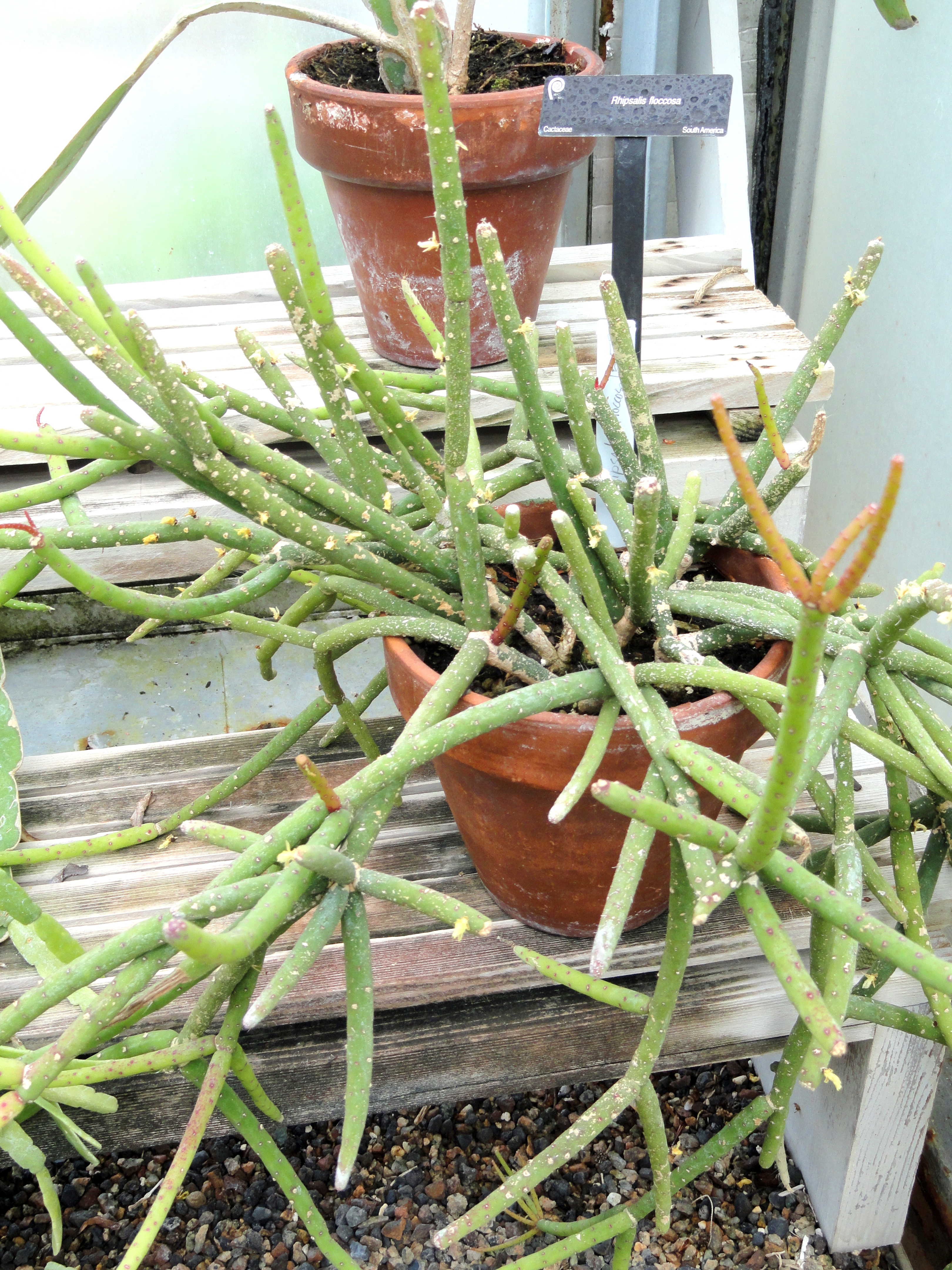